# Ктитор

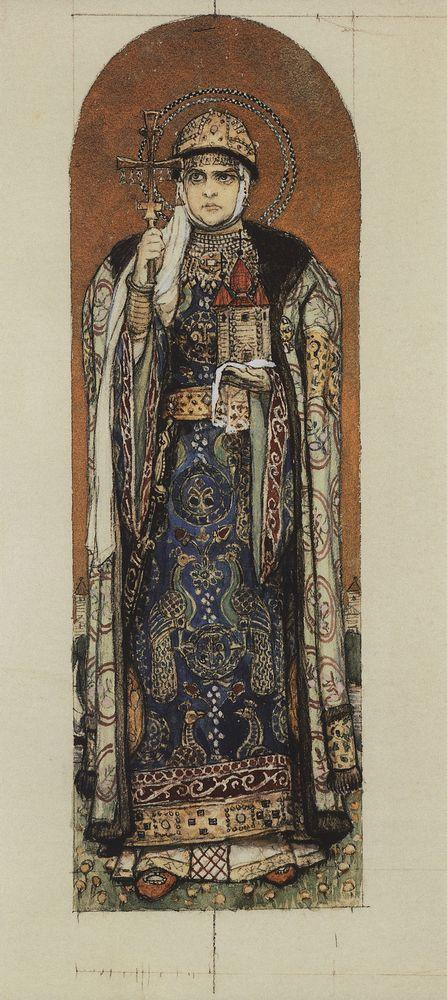
В. М. Васнецов. Княгиня Ольга c изображением построенного ею храма в руках

Кти́тор (от греч. κτήτωρ — «собственник; основатель, создатель» от др.-греч. κτίζω — «строю, созидаю» или от др.-греч. κτίομαι — «приобретаю») — лицо, выделившее средства на строительство или ремонт православного храма или монастыря или на его украшение иконами, фресками, предметами декоративно-прикладного искусства. Устар. русск. — здатель. В Католической церкви такое лицо называется донатором.
Ктитор-вкладчик пользовался рядом имущественных прав, которые передавались по наследству (доля в доходах и так далее).

## Церковный староста
В России с XVII или XVIII века ктиторами стали иногда называть церковных старост в приходских церквях (преимущественно в городах).
В России XIX — начала XX века ктитор — специальная должность в церквях военного ведомства. В обязанности ктитора входило управление хозяйством и внешним порядком. В отличие от церковных старост приходских церквей, избираемых прихожанами, ктиторы назначались военным начальством, перед которым и отчитывались (совместно с причтом) во всех хозяйственных операциях полковых церквей, насколько они велись на средства полка. В тех полковых церквях, при которых имелись приходы (например, в Спасо-Преображенском соборе Санкт-Петербурга), существовали одновременно и старосты, и ктиторы.

## Изображения ктиторов

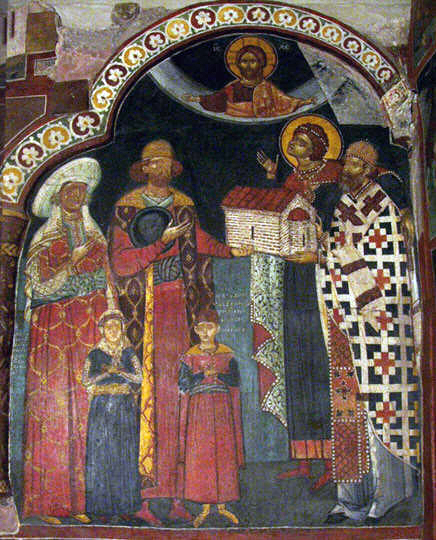
Ктитор Радивой с семьёй и митрополит Калевит с макетом церкви (Кремиковский монастырь)

В средневековом искусстве Византии, Руси, стран Балканского полуострова и Кавказа были распространены изображения ктиторов, нередко с моделью постройки в руках.
Известные изображения ктиторов, представляющие художественную или историческую ценность.
- Армения
  - Скульптурные изображения ктиторов на внешней стене Церкви Ншана (монастырь Ахпат, X век).
  - Горельефные изображения ктиторов на щипце восточного фасада храма Аменапркич (монастырь Санаин).
- Болгария
  - Фресковые портреты ктиторов севастократора Калояна, его супруги севастократорицы Десиславы в Боянской церкве, Бояна.
  - Фресковые портреты ктиторов боярина Радивоя, его жены, детей и софийского митрополита Калевита в Кремиковском монастыре.
  - Фресковые портреты ктиторов севастократора Деяна и его жены Дои в Земенском монастыре.
- Турция
  - Рельефные изображения ктиторов на соборе грузинского монастыря Ошки.
- Грузия
  - Рельефные изображения ктиторов на фасаде храма Джвари.
- Молдавия
  - Фресковые портреты ктиторов Церкви Успения в Каушанах (XVIII век).